# Ida Tin

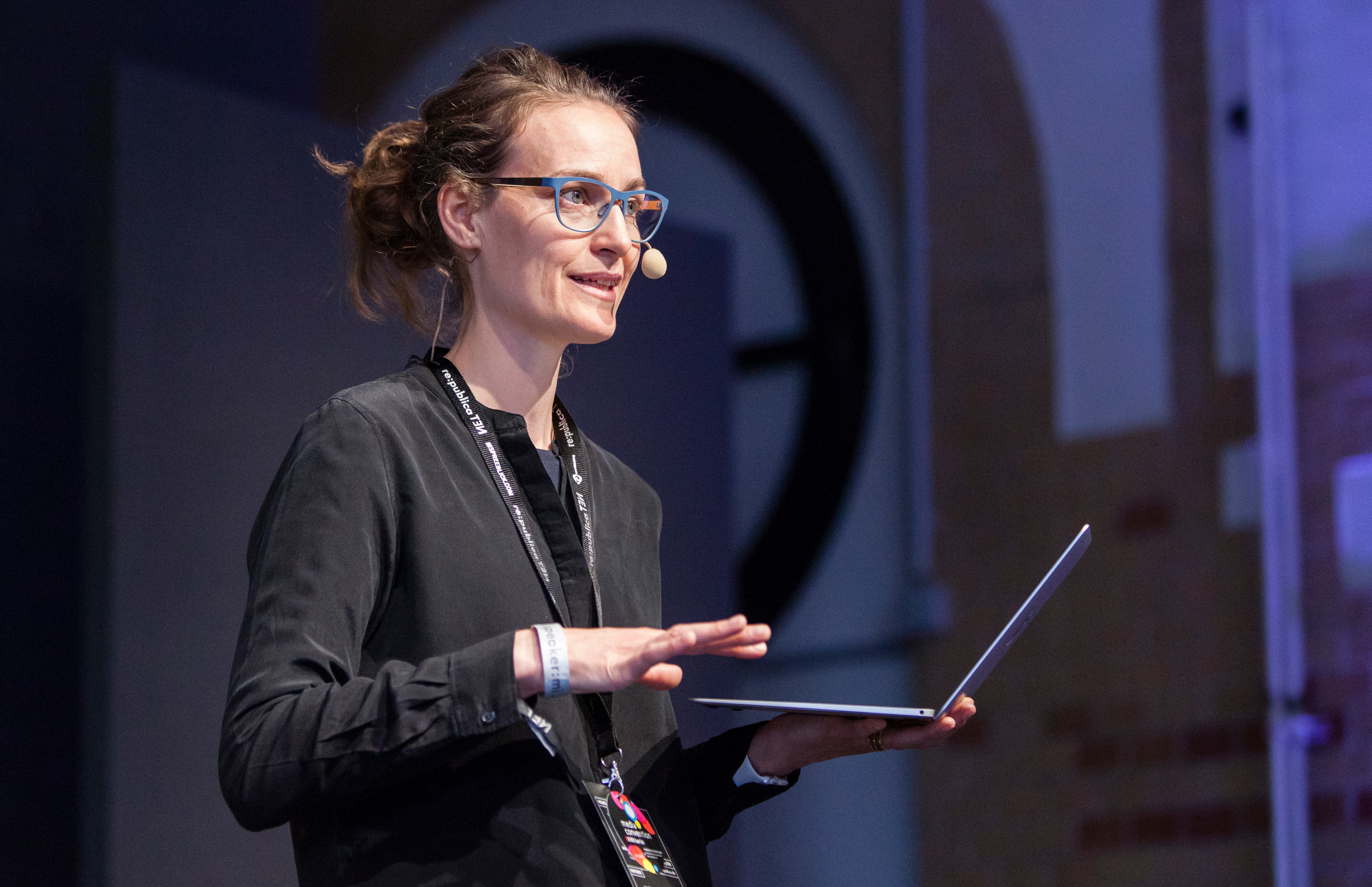
Ida Tin 2016 auf der re:publica

Ida Tin (* 1979 in Kopenhagen) ist eine dänische Unternehmerin und Schriftstellerin. Sie ist Mitgründerin und Geschäftsführerin der Menstruationsapp Clue und hat den Begriff Femtech nachträglich geprägt. 2015 wurde sie auf der Slush-Konferenz zur Internetunternehmerin des Jahres ernannt.

## Leben
Ida Tin wurde 1979 im Kopenhagener Stadtteil Nørrebro geboren. Mit ihren Eltern Nina Rasmussen und Hjalte Tin und ihrem älteren Bruder Emil Tin hat sie mehrere Länder auf dem Motorrad bereist. Sie hat einen Abschluss als Projekt- und Prozessleiterin von der renommierten und kreativen Wirtschaftshochschule Kaospilot in Aarhus.
Ida Tin lebt zusammen mit ihrem Partner und Clue-Mitgründer Hans Raffauf und den gemeinsamen Kindern Elliot und Eleanor in Berlin.

## Karriere
Zusammen mit ihrem Vater arbeitete Ida Tin für Moto Mundo, ein Reiseveranstalter für Motorradreisen. In den Jahren 2000 bis 2009 organisierte sie so Touren unter anderem in Vietnam, den USA, Kuba, Chile und der Mongolei. In ihrem 2009 im Rosinante Verlag erschienenen Buch Direktøs erzählte sie von ihren Reiseerfahrungen. Das Buch wurde in Dänemark zum Bestseller.
2013 gründete Tin gemeinsam mit Hans Raffauf, Moritz von Buttlar und Mike LaVigne die Menstruationsapp Clue in Berlin. Die Idee zur App entstand bereits 2009, als Tin einen Weg suchte ihren eigenen Zyklus zu verfolgen. Mitte 2015 nutzten etwa eine Million Menschen die App. Im Oktober 2015 erhielt Clue ein Funding von sieben Millionen US-Dollar von Union Square Ventures und Mosaic Ventures.
Im November 2015 nutzten zwei Millionen Menschen aus 180 Ländern die Clue App. Ende des Jahres arbeitet Ida Tin außerdem zusammen mit Apple an der Entwicklung einer Tracking App für Apples eigene Gesundheitsapp Health. Im September 2016 sprach Ida Tin auf der TechCrunch Disrupt in San Francisco zum Thema Datenanalyse im Bereich frauenspezifischer Gesundheitsthemen. Zwei Monate später erhielt Clue ein Funding von weiteren 20 Millionen US-Dollar von Nokia Growth Partners.
Ida Tin wird der Begriff Femtech zugeschrieben – eine Technologie, die die biologischen Bedürfnisse von Frauen berücksichtigt. Bis 2025 wird ein Wert von 50 Milliarden US-Dollar erwartet.

## Werke
- Direktøs (2009)